# 翘距虾脊兰
翘距虾脊兰（学名：Calanthe aristulifera）为兰科虾脊兰属下的一个种。

## 扩展阅读
- 維基物種上的相關：翘距虾脊兰